# Cryptopone fusciceps
Cryptopone fusciceps är en myrart som beskrevs av Carlo Emery 1900. Cryptopone fusciceps ingår i släktet Cryptopone och familjen myror. Inga underarter finns listade i Catalogue of Life.